# Brácaros

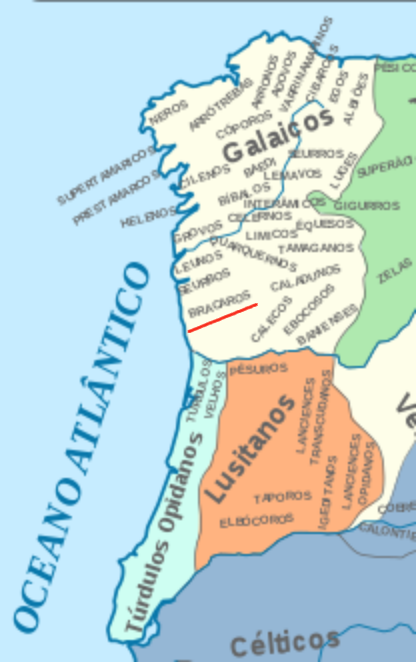
Localização dos Brácaros

Brácaros (em latim: bracari) ou bracários (em latim: bracarii; em grego clássico: βρακάριοι; romaniz.: bracárioi) foram um povo galaico, do Convento Bracarense, cujo território estava circunscrito a região da atual Braga ou antiga Bracara Augusta a quem deram o nome. Habitavam ao sul da Galécia, entre os galaicos e Quaquernos

## Assentamentos
Com a chegada dos primeiros romanos, procede-se na região dos galaicos e brácaros a uma profunda reorganização territorial e urbana, com o desenvolvimento na zona de entre o rio Cávado e Douro, de grandes citânias (com cerca de 3000 moradores por Sanfins), distantes aproximadamente de 25 km entre elas (Sanfins, Briteiros, Alvarelhos, Mozinho, Eiras, Bagunte e Vandoma) com um controlo efetivo das zonas periféricas, e sendo, para as duas primeiras, construidas a imagem das cidades romanas com um plano urbanístico de ruas ortogonais

## Guerra
Em 136 a.C., o general romano Décimo Júnio Bruto Galaico fez uma expedição contra os galaicos. Apiano descreve-nos a luta contra os brácaros e suas corajosas mulheres combatendo vigorosamente ao lado dos homens.
| “ | [Bruto] chegou até outro rio, o Minho, e foi contra os Brácaros porque estes lhe roubaram as suas provisões. Este é um povo e também lutam com eles as mulheres armadas e morrem com valentia sem que ninguém retroceda nem volva a espada nem se queixe. Das mulheres que eram apresadas, umas matavam-se a si mesmas e outras degolavam os seus filhos com as suas próprias mãos preferindo a morte a escravatura. | ” |
|   | — Apiano, Ibérico, 73-74. |   |

## Arte

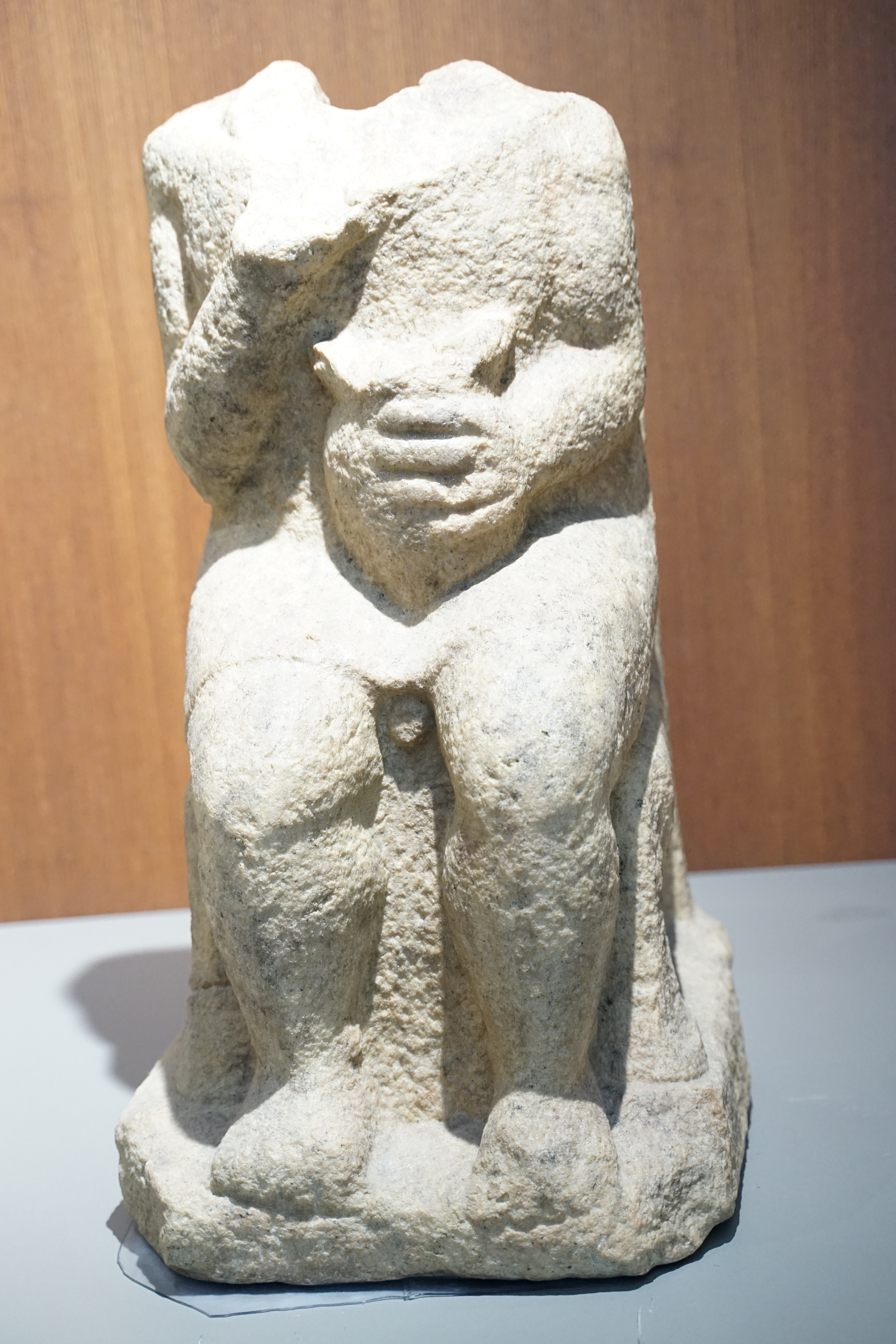
Brácaro sentado num "trono" cujos apoios dianteiros representam cascos de cavalo. Museu D. Diogo de Sousa

### Estátuas sedentes
São estátuas de pessoas sentadas numa cadeira de espaldar. Temos só seis representações masculinas dessas, duas provém de Ginzo de Límia uma da região dos galaicos as outras da região dos brácaros ou seja Braga, Póvoa de Lanhoso, Santa Maria de Galegos em (Barcelos), mais duas femininas de Citânia de Briteiros e Felgueiras. Essas representações tinham uma função funerária de tradição mediterrânea.

### Pedras formosas

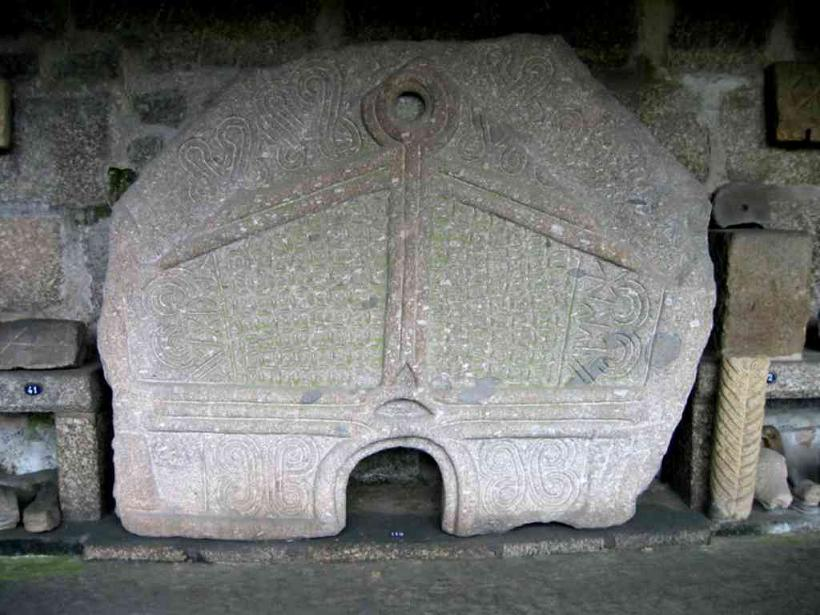
Pedra formosa decorada de Briteiros

A região dos brácaros era bastante rica em balneários (Citânia de Sanfins, Paços de Ferreira; Castro do Monte Padrão, Santo Tirso; Vermoim, Vila Nova de Famalicão; Eiras, Vila Nova de Famalicão; Saia, Barcelos; Citânia de Sabroso, Guimarães; Citânia de Briteiros, Guimarães (2 balneários); Braga; Calvos, Póvoa de Lanhoso; Galegos, Barcelos; Castro de Eiras, Arcos de Valdevez) mas o que a distingue de todo as outras é a rica decoração de algumas das suas pedras formosas. De facto, são conhecidas onze Pedras formosas em Portugal e só uma na Galiza, dessas todas, nove são decoradas.
E oito são bracarenses como as pedras formosas mais decoradas com motivos geométricos como duas em Briteiros, e uma em Castro das Eiras (V.N. de Famalicão), outras com pequena decorações Galegos, Tongóbriga, Sanfins, calvos, Castro de Eiras (Arcos de Valdevez).

## Religião
A religião complexa dos brácaros consistiria numa série de rituais festivos, rituais adivinhatórios, druidismo, sacrifícios humanos e de animais, adoração dos deuses com dádivas de oferendas mas não só, porque adoravam os astros e outro elementos da natureza: as rochas, rios sagrados, nascentes divinizadas.

### O panteão Brácaro

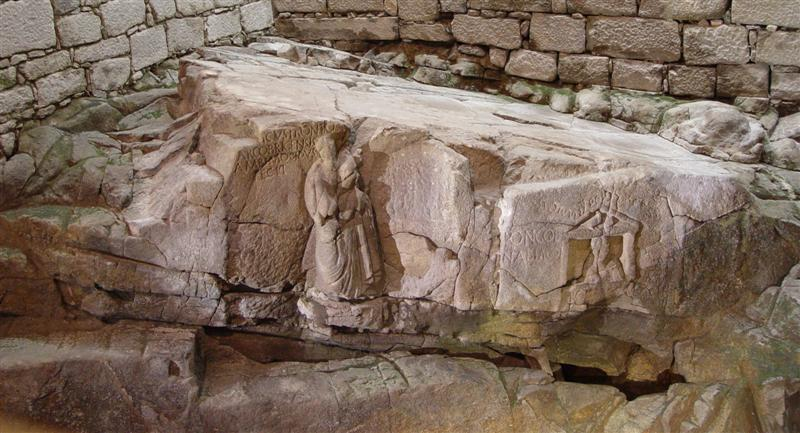
Santuário romano da Fonte do Ídolo em Braga, mas dedicado à Tongoenabiago e Nabia Fortuna

Através das inscrições tardias em latim conhece-se parte do grande panteão divino dos brácaros, parcialmente partilhado por outros povos peninsulares, como os lusitanos mas também pelos Gauleses ou Britânicos entre outros. Destacam-se:
- Bandua: Deus galaico protetor, ele aparece com vários sobrenomes Bandua Lamobrica, Verubrigus, Bricus, Raeicus… Gozou de grande popularidade entre os Bracarenses e no norte da Lusitânia.[6]
- Nabia em Portugal, ou Navia na Espanha: ninfa, deusa das águas, nascentes e rios.[6] No território da antiga Galécia, ainda existem numerosos rios com o seu nome, como o rio Návia, o Rio Neiva, ou o rio Nabão já que ela era adorada também na Lusitânia, e no centro de Braga existe um santuário a Fonte do Ídolo, dedicado à deusa Nabia.

- Ambieicer ou Ambiorebis: com duas citações em Braga.

- Senaicus: com um altar em Braga do fim do primeiro século.[5]